# Buckingham (Einheit)
Das Buckingham (Einheitenzeichen: B), benannt nach dem australischen Chemiker David Buckingham, ist eine 1963 von Peter Debye eingeführte CGS-Einheit des Elektrischen Quadrupolmoments. Ein Buckingham entspricht dem Quadrupolmoment zweier entgegengesetzter Dipolmomente von jeweils 1 Debye, die 1 Ångström voneinander entfernt sind:
{\displaystyle \mathrm {1\,B} =\mathrm {1\,D\cdot \mathrm {\AA} } \approx \mathrm {3{,}33564\cdot 10^{-40}\,C\cdot m^{2}} }
mit
- D für das Debye
- Å für das Ångström
- C für das Coulomb.

Der Zahlenwert 3,33564·10−40 ist eine Näherung des exakten Werts 10−29/{c}, wobei {c} der Zahlenwert der Lichtgeschwindigkeit in der Einheit cm/s ist.

## Quelle
- Anthony Stone: The Theory of Intermolecular Forces. 2. Auflage. Oxford University Press, Oxford 2013, ISBN 978-0-19-967239-4, S. 283.
- Birefringence Gives CO's. In: Chemical & Engineering News. Band 41, Nr. 16, 1963, S. 40–43, doi:10.1021/cen-v041n016.p040.